# Milavec
Milavec je priimek več znanih Slovencev:
- Anton Milavec (?—194?/51?), pravnik, ravnatelj Pokojninskega sklada?
- Dušan Milavec (*1950), scenograf
- Francka Milavec (*1934), zborovodkinja
- Frank Milavec (1889—?), izseljenski organizator v ZDA
- Ivan Milavec (1874—1915), orglarski mojster
- Josie Milavec Levstik Škufca, pevka v ZDA
- Josip Milavec (1852—?), filolog na Dunajski univerzi
- Josip Milavec (1856—1920), slovenski narodni buditelj
- Karel Milavec (1911—1991), zdravnik dermatovenerolog
- Mitja Milavec (*1958), režiser, oglaševalec
- Mojca Milavec (*1972), biologinja
- Samo Milavec (1960—2013), režiser TV Koper
- Tina Milavec, arheologinja
- Vladimir Milavec (1905—1944), zdravnik dermatolog, načelnik odseka za zdravstvo pri predsedstvu SNOS